# Granica rumuńsko-węgierska
Granica rumuńsko-węgierska – granica lądowa pomiędzy Rumunią i Węgrami.

## Kształtowanie się granicy
W 1918 przestały istnieć Austro-Węgry dotychczasowy sąsiad Rumunii. Powstało samodzielne państwo Węgry. W 1920 na mocy Traktatu w Trianon przyłączono do Rumunii sporne terytorium Siedmiogrodu zamieszkiwane przez dużą grupę Węgrów.
Podczas II wojny światowej Rumunia była państwem osi. W 1940 roku miał miejsce drugi arbitraż wiedeński, w wyniku którego III Rzesza i Włochy odłączyły od Rumunii na rzecz Węgrów północny Siedmiogród oraz fragmenty Marmaroszu i Kriszany (patrz mapka poniżej).
Kształt granicy rumuńsko-węgierskiej sprzed II wojny światowej został przywrócony po pokoju paryskim.

## Przebieg granicy
Granica na północy rozpoczyna się w trójstyku z granicami rumuńsko-ukraińską i ukraińsko-węgierską. Kończy się zaś na południu w trójstyku z granicami rumuńsko-serbską i serbsko-węgierską.

### Rumuńskie okręgi przygraniczne
- Satu Mare
- Bihor
- Arad
- Timiș

### Węgierskiekomitatyprzygraniczne
- Szabolcs-Szatmár-Bereg
- Hajdú-Bihar
- Békés
- Csongrád-Csanád

## Galeria

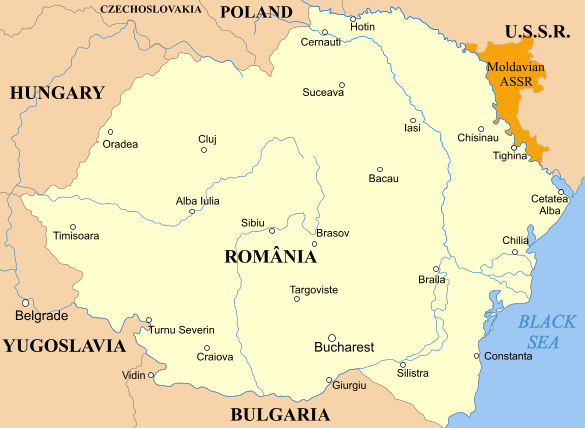
Granica po traktacie w Trianon.
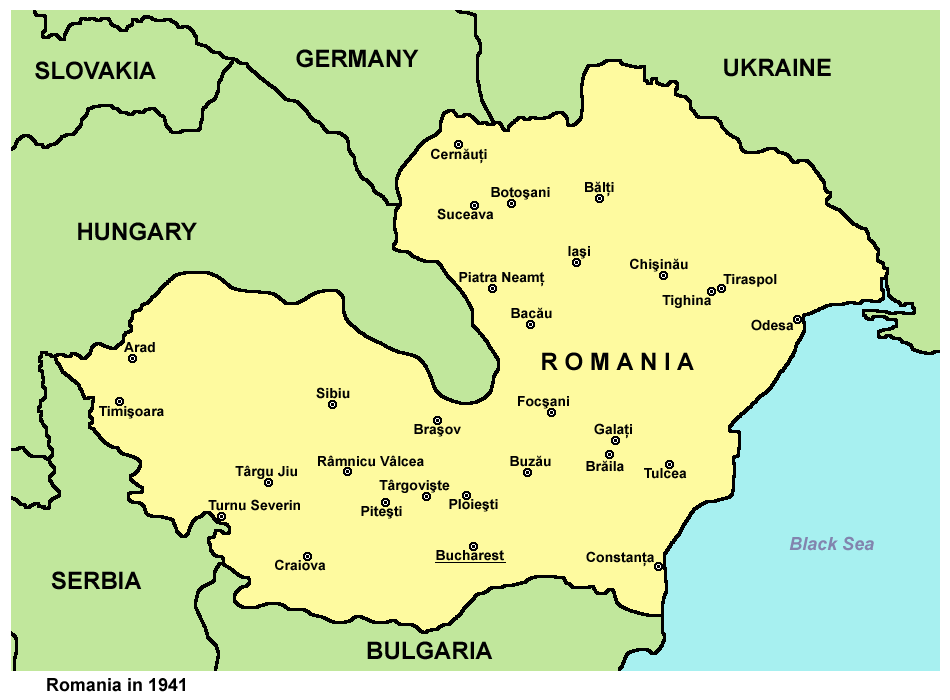
Granica węgiersko-rumuńska po drugim arbitrażu wiedeńskim (II wojna światowa).
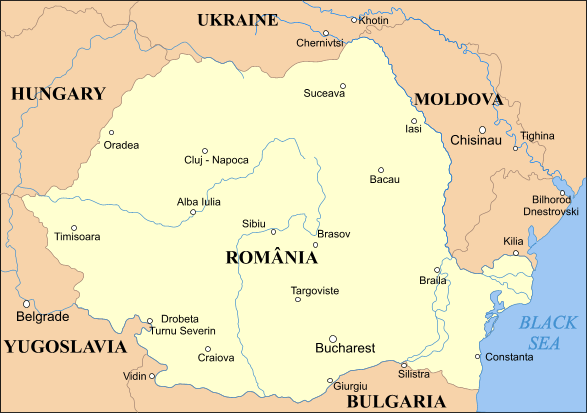
Granica po pokoju paryskim w 1947.
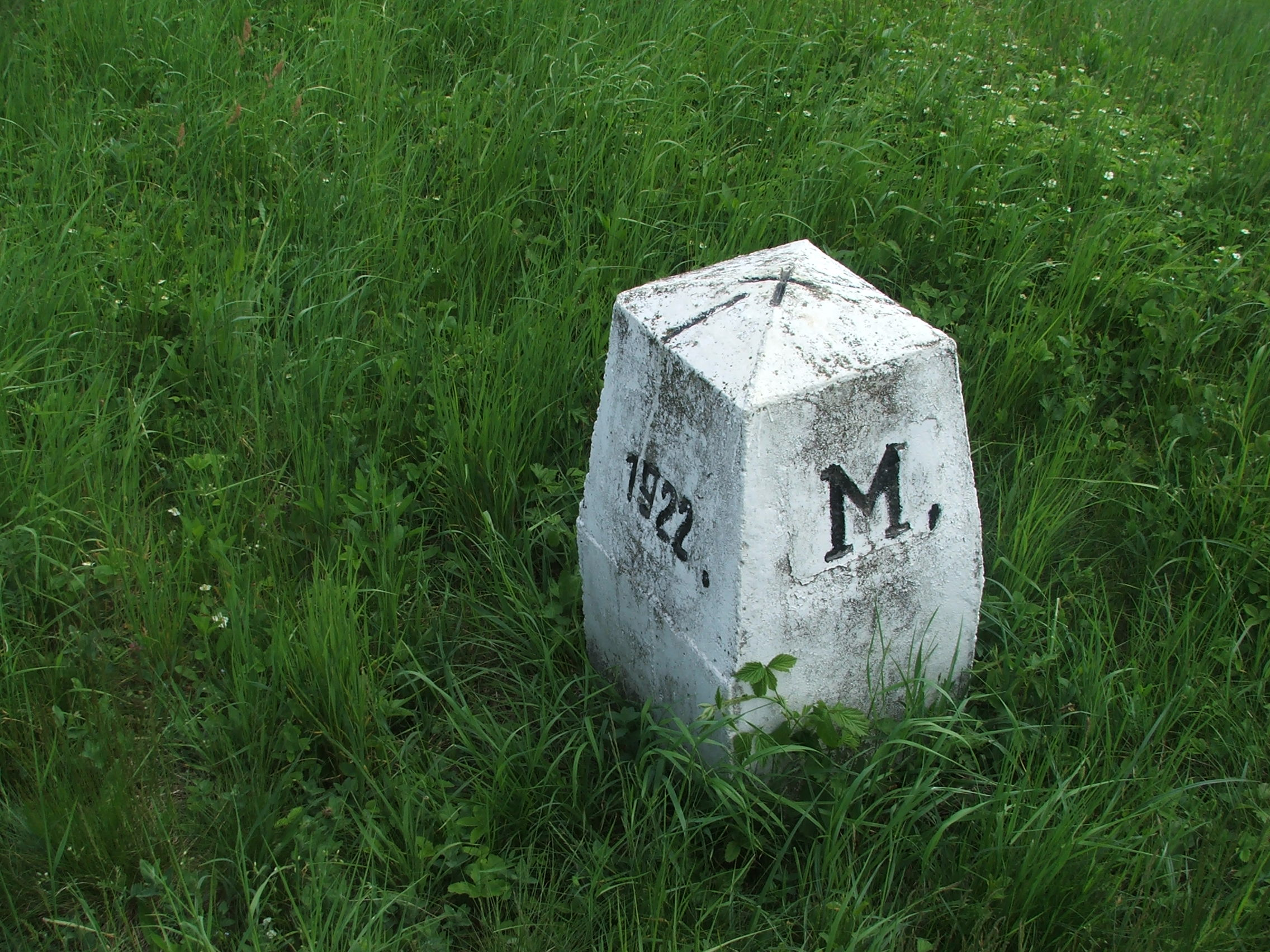
Słupek graniczny.